# Усть-Язовая
Усть-Язовая (каз. Усть-Язовая) — упразднённое село в Катон-Карагайском районе Восточно-Казахстанской области Казахстана. Входило в состав Коробихинского сельского округа. Код КАТО — 635445107. Ликвидировано в 2009 г.

## Население
В 1999 году население села составляло 32 человека (18 мужчин и 14 женщин). По данным переписи 2009 года, в селе проживало 28 человек (13 мужчин и 15 женщин).